# Abaakiti
Abaakiti (en georgiano: აბააქითი; en abjasio: Абаақыҭ, romanizado: Abaakyt) es una aldea que pertenece a la parcialmente reconocida República de Abjasia, dentro del distrito de Ochamchire, aunque de iure es parte del municipio de Ochamchire de la República Autónoma de Abjasia de Georgia.

## Toponimia
El nombre Abaakit es abjasio y significa "pueblo fortaleza".

## Geografía
Abaakit se encuentra a orillas del río Dgamish, a 25 km de Ochamchire. Las aldea se administra desde el pueblo de Kutoli.  

## Historia
En 1949 pasó a formar parte de la comunidad de Kutoli. 

## Infraestructura

### Arquitectura, monumentos y lugares de interés
Se conservan las ruinas de la torre del castillo medieval y de la iglesia. 